# Мінські Зубри
«Зубри» — клуб з американського футболу з міста Мінськ, Білорусь. Чемпіон України 2016 року. Багаторазовий призер  чемпіонату України. Багаторазовий чемпіон Білорусі. Один з самих старіших клубів Білорусі.

## Історія
Клуб з американського футболу «Мінські Зубри» заснований 1991 року. Восени того року, спонсори команди запросили професійного тренера з Америки. Монте Кларк закінчив Університет Південної Каліфорнії, за час гри в команді був обраний капітаном і потрапив в зал слави.
У сезонах 1992-1994 років команда ставала переможницею Чемпіонату Співдружності Незалежних Держав (СНД), в якому брали участь дві команди з Москви, а також дві команди з України (Донецька та Харкова). У 1995 році клуб «Мінські Зубри» став срібним призером Кубка СНД. У 1993 команда виїжджала в турне по США, де провела 2 гри з напівпрофесійними командами «Бий Сіті Бульдогс» і «Лейк Каунті Кнайц» де удача була на боці американських команд.
У серпні 1994 року була організована ще одна поїздка в Америку. «Зубри» провели в Штатах 4 гри зі студентськими командами другого дивізіону NCAA: «Лівінгстон Каунті» (США), «Тейлор Університет» (США), «Алабамський Університет» (UAB, США), «Юніон коледж» (США). На базі UAB відбулися тижневі збори команд. В кінці цих зборів була гра з другим складом UAB, яка закінчилася 7:7.
У 1995 р Федерація Американського Футболу Республіки Білорусь (FAFRB) вступила в Європейську Федерацію Американського Футболу (EFAF). У 1996 році команда «Зубри» заявила про участь в Лізі Чемпіонів EFAF, потім тут же відмовилася через відсутність фінансування. У 1998 році оновлена команда «Зубрів» провела свою першу гру в Мінську з «Московськими ведмедями», яку виграла 26-14.
18 листопада 2001 року в манежі "Спартак" (Москва, Сокольники) відбувся товариський матч між командами «Московські Патріоти» і «Мінські Зубри», рахунок гри 32: 7.
29 жовтня 2001 року в Мінську на стадіоні "Орбіта" відбувся товариський матч між командами «Мінські Зубри» і «Московські Ведмеді», рахунок гри 12:22.
26 травня 2001 року на стадіоні "Орбіта" відбувся товариський матч між командами «Мінські Зубри» і «Московські Патріоти», рахунок гри 0:26.
17 березня 2001 року команда «Мінські Зубри» брала участь в зимовому чемпіонаті "Донбас Арена Боул 2001" (м.Донецьк, Україна) і зайняла 3 місце.
Результати гри в підгрупі «Мінські Зубри» - «Донецькі Скіфи», рахунок гри 0:22.
Результат гри за 3 місце «Мінські Зубри» - «Харківські Титани», рахунок гри 22:16.
У 2005 році виїзд на турнір до міста Києва. «Зубри» зайняли 2 місце, програвши команді з  Донецька, але виграли в фіналі у Київській команди.

У березні 2006 року в мінському футбольному манежі пройшов товариський матч: «Мінські Зубри» - «Московські Танки», рахунок 13:6
У травні 2007 року команда виїжджає оновленим на 50% складом до Києва на гру між "Київськими слов'янами" - «Мінськими Зубрами», яка закінчується з рахунком 21:14 на користь киян.
Рівно через тиждень «Зубри» відправляються до Варшави, де проводять гру з чемпіоном Польщі – «Варшавська Орлами», де перемагають з рахунком 26:0. Ще через тиждень, «Зубри» грають в Санкт-Петербурзі в манежі «Зеніт» з місцевою командою «Грифони», де знову перемагають 34:0.
У листопаді 2007 році «Грифони» приїжджають до Мінська з повторною грою, де знову домінують «Зубри», 42:7.
В кінці листопаді Мінська команда провела товариську гру зі збірною Польщі (U -21). «Зубри» здобули перемогу 13:6. 
У квітні 2008 року «Зубри» знову грали з «Варшавського Орлами», де Орли хотіли взяти реванш. Вони зібрали дуже хороший склад з 50 осіб, керований тренером американцем. Однак «Зубри» знову на висоті 63:12.
У травні 2008 року мінська команда отримує запрошення від ще однієї польської команди з Білостока "LOWLANDERS". «Зубри» приїжджають і завдають нищівного удару 68: 0. 
В кінці травня команда вирушає до Молдови на гру з "Кишинівськими Варварами", однією з кращих в регіоні. «Зубри» перемагають 28: 8.
У червні мінчани прямують до Києва, де зустрічаються з молодою командою «Витязі» і впевнено перемагають 64:12.
На вересень планувалося 2 гри в Румунії. «Акули» з Константи відмовилися від гри з нами. І «Зубри» зіграли тількі з Чемпіонами Румунії "Бухарестські Воїни" і перемогли 34:12.
У лютому 2009 року «Зубри» зіграли в футбольному манежі з командою з Білостока "LOWLANDERS", де завдали їм чергової поразки 34: 6.
У квітні проходить черговий спільний табір в Білостоці. Як підсумок - товариська гра і знову перемога «Зубрів» 30: 6.
У травні «Зубри» проводять першу гру в рамках  Чемпіонату України. Перемога над «Київськими JETS» з рахунком 22:13. І ще технічна перемога над командою  Вінницькі Вовки.
У червні, в Мінську, «Зубри» проводять товариську гру з кращою командою Росії «Московські Танки» і перемагають у впертій боротьбі 16:14.
Також в червні проходить третя гра 
 Чемпіонату України. «Зубри» перемагають  «Київських Слов'ян» 28:12.
Три роки «Зубри» не програвали, що створило певний імідж непереможної команди. Саме тому поляки відмовили «Зубрам» в участі в Чемпіонаті Польщі, так як мінчани двічі перемагали кращу команду Польщі, на той час. Естонська команда відмовилася від гри з нами (Талін був ініціатором її проведення), назвавши нас кращою командою східної Європи.
17-18 жовтня в Києві проходили півфінальні та фінальні матчі  Чемпіонату України. У півфіналі «Зубрам» дісталася найсильніша команда України «Донецькі Варяги». У 3-х годинному наполегливому поєдинку перемогли «Зубри» 14:12. На наступний день мінська команда продовжила боротьбу за перше місце. Але програли команді «Лісоруби» з Ужгорода, яка зібралася і показала дуже хорошу гру. Як підсумок - друге місце в  Чемпіонаті України і запрошення грати в ньому в наступному році.
У 2010 року «Зубри» продовжують грати в  Чемпіонаті України і проводять кілька товариських матчів. У фіналі  «Чемпіонату України 2010»  «Донецькі Скіфи» виявилися сильнішими.
Влітку, під егідою Європейської федерації, в Мінську проходив Eastern Cup. У «Східному» кубку зустрілися кращі клуби Росії, України і Білорусії.
«Зубри» програли в фіналі Патріотам з Москви з рахунком 0:6.
У 2011 році «Зубри» продовжують грати в  Чемпіонаті України . Як підсумок 2 місце і поразка в фіналі  Кубка України.
У наступні роки «Зубри» регулярно грають у відкритому 
Чемпіонаті України, а також беруть участь в  Кубку України. 
У 2016 році «Зубри» нарешті виграють "золото" в найсильнішому чемпіонат Східної Європи – Чемпіонаті України, перемігши у фіналі київських «Бандітів».

## Досягнення
- Чемпіонат України (Суперліга 11×11)
  -  Чемпіон (1): 2016
  -  Срібний призер (3): 2009, 2010, 2011